# Sangalopsis angulimacula
Sangalopsis angulimacula är en fjärilsart som beskrevs av Paul Dognin 1902. Sangalopsis angulimacula ingår i släktet Sangalopsis och familjen mätare. Inga underarter finns listade.